# Tracy Strauss
Tracy Strauss a Hősök című televíziós sorozat kitalált szereplője. Politikai tanácsadóként dolgozik Nathan Petrelli oldalán. Képessége a dolgok megfagyasztása.
Amikor az állam úgy dönt, hogy össze kell gyűjteni a különleges képességű embereket, Tracy is elfogásra kerül. A Lázadó (aki valójában Micah) számára is üzeneteket küld gépeken keresztül. Ekkor Tracy még nem tudja, hogy ki is áll a Lázadó név mögött, ezért alkut köt az őket üldözőkkel. Ha elvezeti őket a Lázadóhoz, akkor őt szabadon engedik. Meg is beszéli a találkozót a Lázadóval, amikor viszont kiderül, hogy valójában Micah a titkos üzenő, meggondolja magát, és próbálja megmenteni a gyermeket. Egy mélygarázs parkolójában beindíttatja Micah-val a tűzjelzőt és a vízpermetet, majd kéri a fiút, hogy meneküljön. Ezt követően megérkeznek a katonák, hogy elfogják őket. Tracy azonban a hulló vízzel együtt mindent megfagyaszt, önmagát is. Így meghal, Micah azonban el tudott menekülni.